# Grän
Grän je obec v Rakousku ve spolkové zemi Tyrolsko v okrese Reutte.
Žije zde 585 obyvatel (1. 1. 2011).

## Osobnosti
- Josef Zobel - architekt